# Gotische Oorlog (376-382)
De Gotische Oorlog is de naam die wordt gegeven aan een Gotische opstand die tussen 376/77 en 382 in het Oost-Romeinse Rijk in de huidige oostelijke Balkan plaatsvond. De oorlog en in het bijzonder de slag bij Adrianopel was een belangrijk keerpunt in de geschiedenis van het Romeinse Rijk. Deze oorlog wordt wel gezien als de eerste in een reeks van gebeurtenissen die een kleine honderd jaar later tot de val van het West-Romeinse Rijk leidde.

## Achtergrond
In 370 staken de Hunnen de Wolga over. De Goten bleken niet tegen de Hunnen opgewassen en werden west- en zuidwaarts gedreven. In de zomer en herfst van 376 arriveerden tienduizenden ontheemde Goten en leden van andere stammen aan de noordoever van de Donau, de grens van het Romeinse Rijk. Zij zochten bescherming tegen de Hunnen. Fritigern, een leider van de Tervingi verzocht de Romeinse keizer Valens om zich met zijn volk te mogen vestigen op de zuidelijke oever van de Donau. Hier hoopte hij veilig te zijn voor de Hunnen. Valens stond dit toe en hielp de Goten zelfs de rivier over te steken, waarschijnlijk bij het fort van Durostorum (het moderne Silistra) in het noorden van het huidige Bulgarije.
Valens beloofde de Goten als foederati landbouwgrond, graanrantsoenen en bescherming van de Romeinse legers. Zijn belangrijkste redenen om de Goten op Romeinse grondgebied te accepteren, was een versterking van zijn leger door nieuwe rekruten en het creëren van een basis voor toekomstige belastingheffing met als doel om de inkomsten van de schatkist op termijn te vergroten.
De selectie van Goten, die het werd toegestaan om de Donau over te steken was hard; de zwakken, ouderen en zieken werden op de noordelijke oever van Donau aan hun lot overgelaten. Zij die het wel werd toegestaan om de rivier over te steken, moesten hun wapens inleveren. De Romeinse beambten waren echter niet ongevoelig voor de steekpenningen die veel Goten hun aanboden om hun wapens te kunnen behouden.

## Uitbraak
Met zo veel mensen in een klein gebied ontstond er hongersnood. De Romeinen waren logistiek niet in staat om de Goten van voedsel te voorzien. Ook was er geen landbouwgrond beschikbaar; zij dirigeerden de Goten naar een tijdelijk gebied, waar zij omringd waren door gewapende Romeinse garnizoenen. Er was slechts genoeg graan voor de Romeinse soldaten. Logischerwijs kregen de Goten niets; zij verhongerden. De Romeinen boden een grimmig alternatief: de slavenhandel. Er gingen geruchten dat kinderen werden verkocht tegen hondenvlees. Eén kind was één hond waard. Toen Fritigern Valens om hulp vroeg, kreeg hij te horen dat zijn mensen voedsel en handel konden vinden op de markten van de verre stad Marcianopolis. Omdat zij geen alternatief hadden trok een groot aantal Goten naar het zuiden.
Toen zij uiteindelijk de poorten van Marcianopolis bereikten werden deze door het militaire garnizoen van de stad gesloten; de Goten werd de toegang geweigerd. Wat nog erger was dat de Romeinen nu tevergeefs probeerden om de Gotische leiders tijdens een banket te vermoorden. De Goten kwamen nu openlijk in opstand. De hoofdmacht van de Goten bracht de rest van 376 en het begin van 377 door in de buurt van de Donau, waar zij de omgeving plunderden om maar aan voedsel te kunnen komen. Enkel de steden en militaire forten beschikten over garnizoenen en konden verdedigd worden, waardoor het grootste deel van het land kwetsbaar was voor Gotische plundertochten.

## De oorlog
In de late winter van 377 begon de oorlog in alle ernst. Het zou zes jaar duren voor de vrede in 382 werd hersteld. Bij aanvang trokken de resterende Goten vanuit Marcianopolis verder naar het zuiden. Hier verschenen zij in de buurt van Adrianopel. De Romeinse reactie was om een leger uit te sturen om de Goten te confronteren en te verslaan. In 378 vertrok keizer Valens vanuit Constantinopel met een leger naar het noorden. Hij werd echter zelf verslagen (en gedood) in de veldslag die bij de stad Adrianopel (het moderne Edirne) plaatsvond.
Deze overwinning gaf de Goten de vrijheid om naar believen door het land te trekken; in de rest van 378 waren zij vooral actief in Thracië. In 379 ondervonden de Goten slechts lichte Romeinse tegenstand, met commandant Modares. Zij trokken nu naar het noordwesten naar de provincie Dacia (ten zuiden van de Donau). Ook dit gebied werd geplunderd.
In 380 splitsten de Goten zich op in twee delen: de legers van de Tervingi en Greuthungi; een voorname reden waren de grote moeilijkheid om een groot leger van een permanente stroom voedsel voor de mensen en leeftocht voor het vee en de paarden te voorzien. De Greuthungi trokken naar het noorden naar Pannonia, waar zij door de keizer van het West-Romeinse Rijk Gratianus werden verslagen. De Tervingi onder Fritigern verplaatsten zich naar het zuiden en oosten naar Macedonia, waar zij over gingen tot een meer geavanceerdere tactiek; in plaats van directe plundering lieten zij zich afkopen door dorpen en steden "beschermingsgelden" te laten betalen. In 381 werden zij door een West-Romeins leger teruggedreven naar Thracië, waar uiteindelijk op 3 oktober 382 de vrede werd getekend.

## Gevolgen
Tegen het einde van de oorlog hadden de Goten een Romeinse keizer gedood, een Romeins leger vernietigd en grote stukken land op de Romeinse Balkan verwoest en ontvolkt. Deze schade was permanent. Het Romeinse Rijk had voor het eerst binnen de grenzen van het Rijk, over een vredesregeling onderhandeld met een autonome barbaarse stam die zich binnen de grenzen van het Rijk ophield, een situatie die nog een generatie eerder ondenkbaar zou zijn geweest.
Deze les maakte veel indruk op andere stammen, niet op de laatste plaats op de Goten zelf. De vrede bleef niet lang gehandhaafd. Binnen honderd jaar zou het West-Romeinse Rijk onder de druk van voortdurende invasies ten onder gaan. Het West-Romeinse Rijk viel uiteen in een aantal barbaarse koninkrijken.

## Primaire bronnen
- Ammianus Marcellinus, Res Gestae XXXI.

De primaire bron voor de eerste twee jaren tot de slag bij Adrianopel. Primaire bronnen voor de laatste vier jaren van dit conflict zijn dungezaaid.